# Макмиллан, Роберт С.
Роберт Скотт Макмиллан (англ. Robert Scott McMillan) — американский астроном, который работает в университете Аризоны и возглавляет программу исследования малых планет (Spacewatch).

## Биография
Степень Ph.D. он получил в 1977 году в Техасском университете в Остине. Член Американского астрономического общества (с 1971 года), Международного астрономического союза (с 1988 года). 
Ему принадлежат различные открытия в области малых планет. В частности, он открыл в 2000 году малую планету (20000) Варуна.
19 октября 2008 года Макмиллан открыл также коротко-периодическую комета 208P/McMillan.
Также Макмиллан является одним из открывателей спутника Юпитера Каллиррое.
В его честь назван астероид 2289 Макмиллан.